# Barranc del Pou (Priorat)
El Barranc del Pou és un corrent fluvial del Priorat, que desemboca al barranc de la Raora.

## Afluents
- Barranc de Verinxells: 41° 7′ 35.97″ N, 0° 45′ 43.42″ E / 41.1266583°N,0.7620611°E